# Maureen Gardner

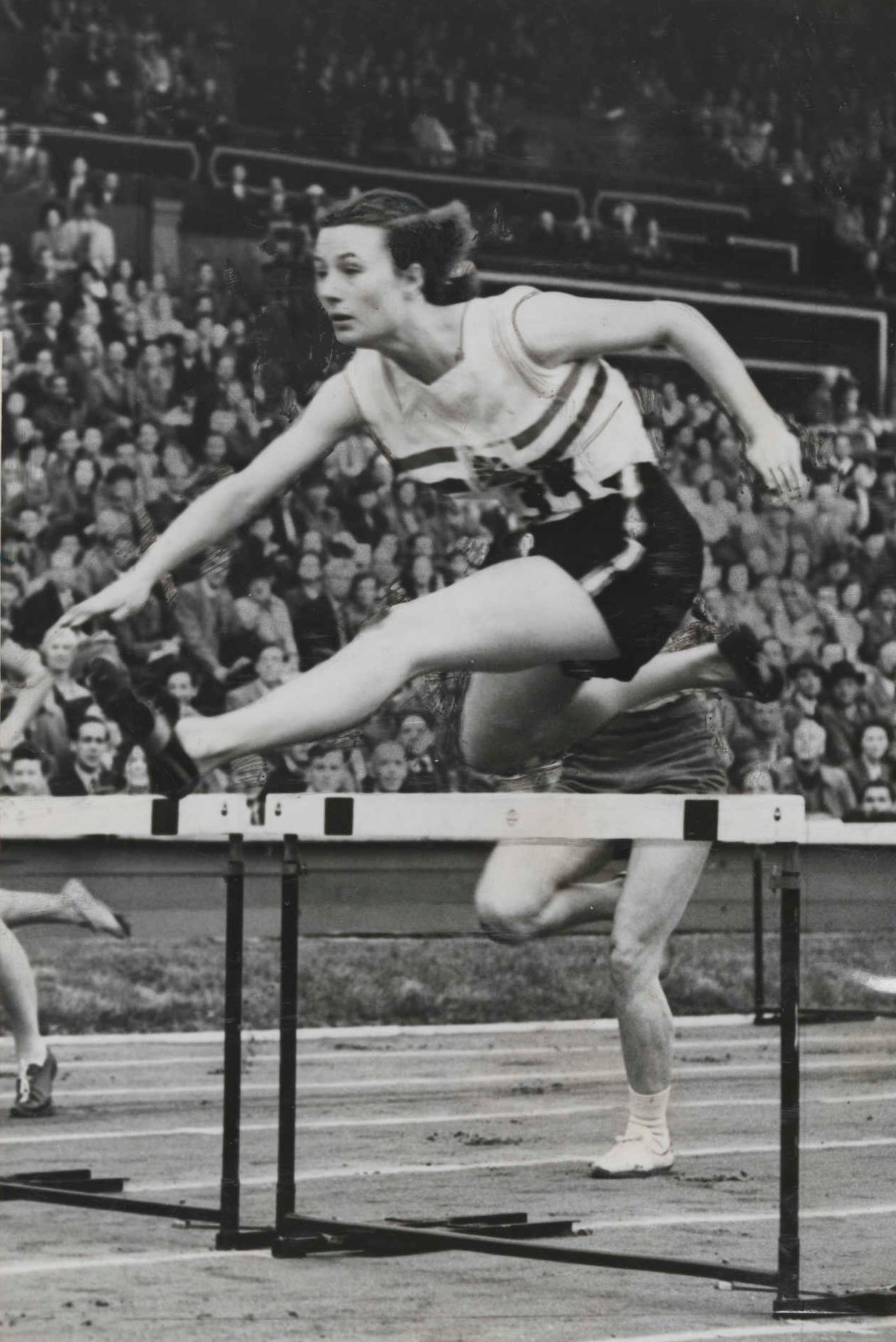
Maureen Gardner

Maureen Angela Jane Gardner (* 12. November 1928 in Oxford, Oxfordshire; † 2. September 1974 in North Stoneham, Hampshire) war eine  britische Leichtathletin und olympische Medaillengewinnerin.
Bei den XIV. Olympischen Sommerspielen 1948 in London gewann sie die Silbermedaille im 80-Meter-Hürdenlauf hinter der Niederländerin Fanny Blankers-Koen (Gold) und vor der Australierin Shirley Strickland (Bronze). Die von beiden erreichte Zeit wurde mit 11,4 Sekunden notiert. Neben ihrer Karriere in der Leichtathletik gab sie auch Ballettunterricht. Sie heiratete Geoff Dyson, den Cheftrainer des britischen Teams.